# 마오리어 위키백과
마오리어 위키백과는 마오리어판 위키백과이다.